# Cinéma jamaïcain

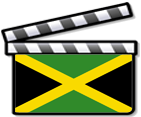
Un clap aux couleurs du drapeau jamaïcain.

Le cinéma jamaïcain désigne l'ensemble de films réalisés sur l'île antillaise de la Jamaïque. En raison de la pauvreté générale du pays, la Jamaïque ne dispose pas d'une véritable industrie cinématographique. Des films locaux apparaissent occasionnellement. En revanche, des sociétés étrangères, principalement américaines, produisent souvent des films sur l'île.

## Tournages de films étrangers

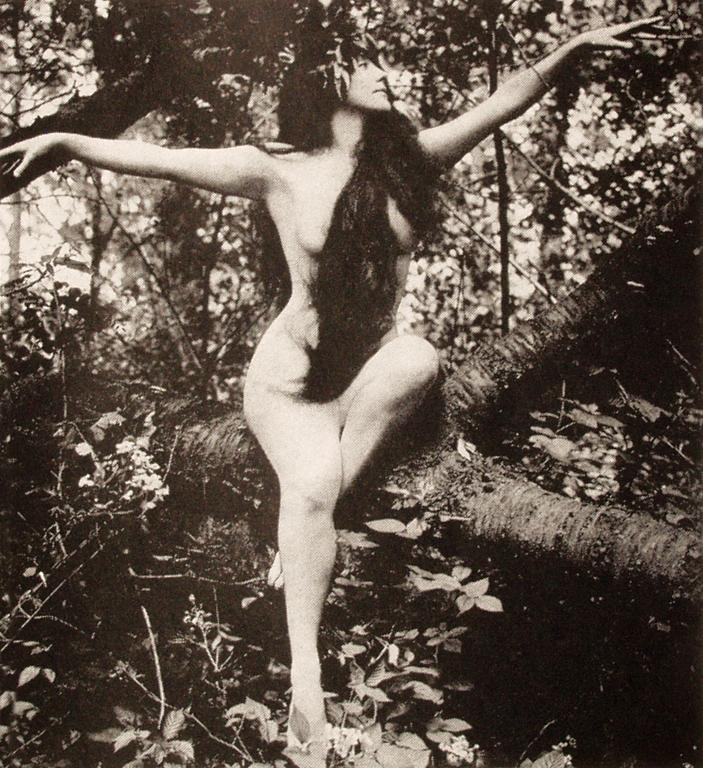
La nageuse australienne Annette Kellermann dans La Fille des dieux, (1916).

Pour les producteurs de films étrangers,  la Jamaïque est avant tout attrayante pour la beauté naturelle de ses paysages. La plupart des sociétés américaines y tournent leurs films, ce qui s'explique par le fait que l'île est située non loin de la Floride et que le coût du tournage y est moins élevé qu'ailleurs, puisque le pays est relativement pauvre. Récemment, cependant, la Jamaïque a perdu de son attrait pour les producteurs de films au profit d'autres pays antillais. Cela est dû au fait que les pays voisins de la Jamaïque ont adopté des lois fiscales favorables aux entreprises étrangères. Par exemple, de 2010 à 2017, aucun grand film étranger n'a été tourné en Jamaïque, alors que dans le même temps, des Américains tournaient à Cuba, en République dominicaine et à Porto Rico,.
L'un des premiers films tournés en Jamaïque est La Fille des dieux, réalisé en 1916. Le film a été réalisé pour un million de dollars et était l'un des plus chers de l'époque. De grands décors représentant une ville mauresque ont été construits à Kingston. Ce film est également l'un des premiers exemples de nudité totale d'une actrice dans le cinéma grand public. Le tournage a été supervisé par le producteur William Fox, qui avait fondé la Fox Film Corporation l'année précédente. Le film est considéré comme perdu, bien que des photographies du tournage et des affiches promotionnelles aient survécu.
Parmi les films tournés en Jamaïque à différentes époques, citons Pocomania (en) (1939), Vingt Mille Lieues sous les mers (1954), Sa Majesté des mouches (1963), Cyclone à la Jamaïque (1965), F comme Flint (1967), Le Dernier Train du Katanga (1968), Papillon (1973), Eureka (1983), Club Paradis (1986), Le Secret de Clara (1988), Cocktail (1988), The Mighty Quinn (1989), L'Île au trésor (1990), Popcorn (1991), Rasta Rockett (1993), Sans complexes (1998), Permis de mariage (2007), Night and Day (2010), et d'autres encore,.
C'est en Jamaïque qu'a été tourné le premier film de la saga James Bond, James Bond 007 contre Dr No (1962). C'est là qu'a été filmée la célèbre scène où la première James Bond girl, Ursula Andress, émerge de l'eau dans son célèbre bikini blanc. Cette plage est toujours connue aujourd'hui comme la plage de James Bond. Le manoir situé à proximité a également été la demeure de Ian Fleming, l'auteur des romans originaux de 007. Certaines scènes du huitième film de Bond, Vivre et laisser mourir (1973), ont également été tournées en Jamaïque.
Le problème des films étrangers tournés en Jamaïque est qu'ils donnent une image irréaliste de la vie sur l'île. Ils présentent la Jamaïque comme une sorte de paradis. Si des Jamaïcains apparaissent dans ces films, c'est généralement en tant qu'esclaves ou serviteurs, ou en tant que criminels qui veulent nuire aux protagonistes blancs.

## Tournages de films jamaïcains

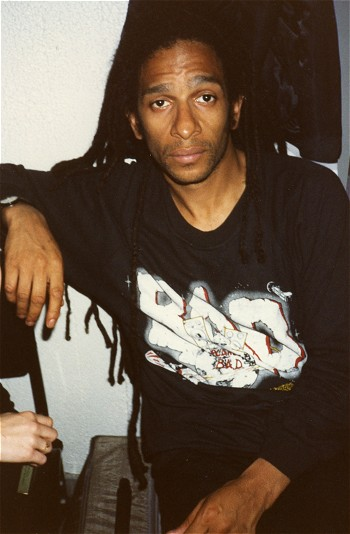
Le musicien et réalisateur Don Letts.

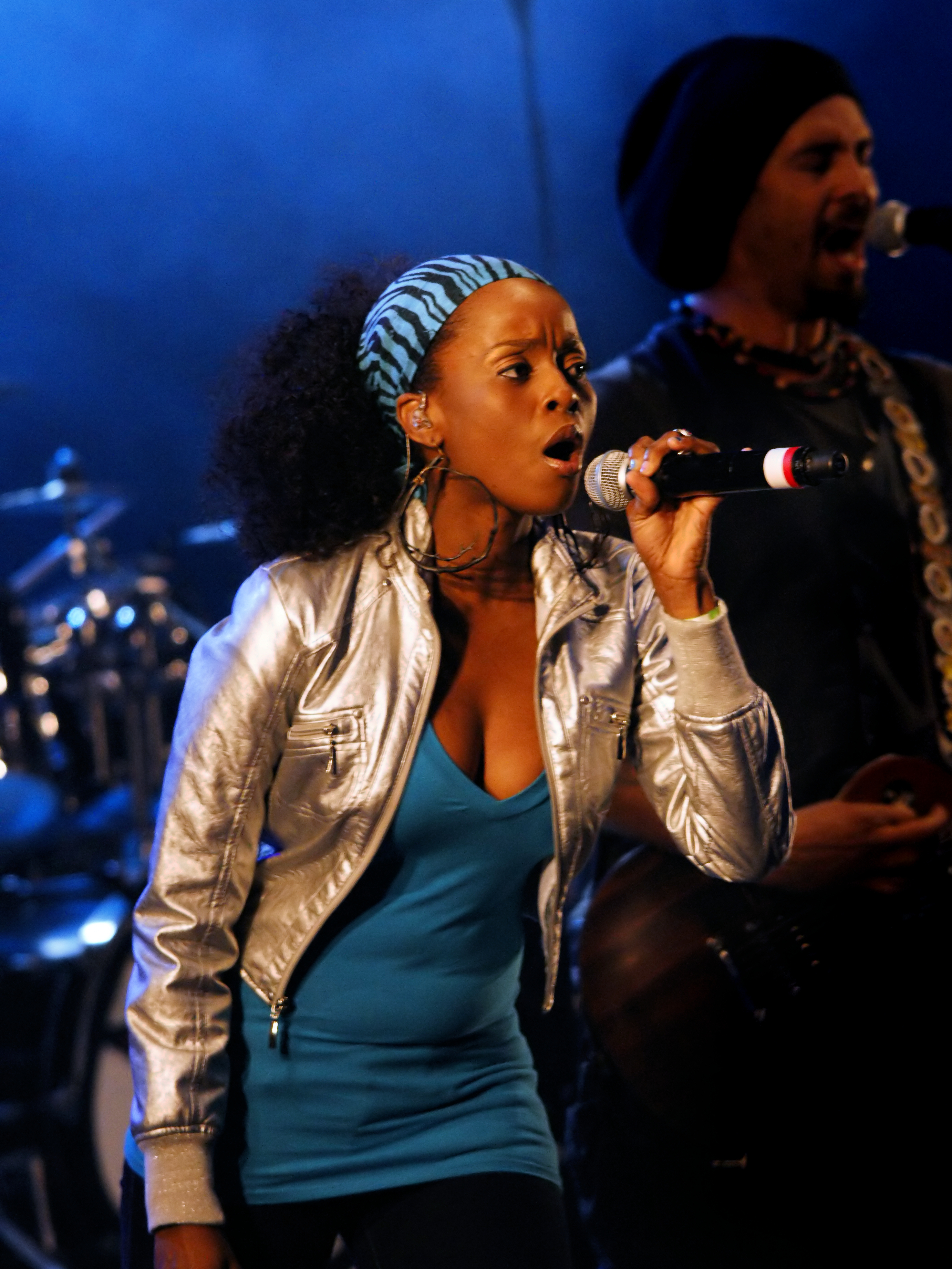
Cherine Anderson, actrice et chanteuse de reggae et de dancehall.

### Tout, tout de suite
En 1972, le réalisateur Perry Henzell sort le film Tout, tout de suite qui fait sensation et devient culte en Jamaïque. Ce film ne se déroule pas seulement en Jamaïque, il parle directement de la Jamaïque. Les protagonistes du film sont les habitants qui se voyaient sur l'écran de cinéma. Le film est tourné dans les rues de Kingston et les personnages parlent le créole jamaïcain. Le film fait également la part belle à la musique locale, avec le musicien de reggae Jimmy Cliff dans le rôle principal (des chansons comme Rivers of Babylon et Many Rivers to Cross figurent dans le film). D'une manière générale, le film a constitué une percée pour la musique reggae dans le monde, car avant lui, le reggae en dehors de la Jamaïque n'était connu que dans des cercles restreints. L'intrigue du film est en partie basée sur la vie de Vincent Martin dit Rhyging (en), un bandit jamaïcain qui opérait dans les années 1940, à la différence que le vrai Martin n'était pas musicien,,.
Tout, tout de suite a une influence majeure sur les films jamaïcains ultérieurs et jette les bases de ce que devrait être le cinéma jamaïcain. L'essentiel est qu'il soit réaliste et qu'il reflète fidèlement les problèmes locaux : la pauvreté et la misère, la corruption endémique, les controverses religieuses (l'affrontement entre le christianisme et le rastafarisme). Il doit également y avoir beaucoup de musique dans le film, ou alors les personnages principaux doivent être des musiciens.

### Après 1972
En 1976, Trevor Ron, l'un des auteurs du scénario de Tout, tout de suite, réalise le film satirique Smile Orange (en).
En 1978, le cinéaste grec Theodoros Bafaloukos (el) arrive en Jamaïque pour y tourner un documentaire sur le reggae. De manière inattendue, l'idée du film s'est transformée en un long métrage. C'est ainsi qu'est né le film Rockers, qui met en scène de nombreuses vedettes du reggae.
En 1982, le film Countryman est sorti. Le film raconte l'histoire d'un ermite vivant dans la jungle, qui a renoncé à se vêtir et n'utilise pas de véhicule. Dans l'histoire, Countryman aide des Américains qui ont survécu à un accident d'avion. Le rôle principal est tenu par un véritable ermite. Le film est dédié à Bob Marley, décédé un an avant la sortie du film, et contient une grande partie de sa musique.
En 1999, Chris Browne a réalisé le film Third World Cop.
Le disc jockey, musicien et réalisateur britannique Don Letts, d'origine jamaïcaine, est né à Londres. Il a réalisé des vidéos musicales pour des groupes tels que The Clash, The Psychedelic Furs, The Pretenders et d'autres, mais il est également très imprégné de la musique de la patrie de ses ancêtres. En 1976, il a pu rencontrer Bob Marley lors d'un concert à Londres. À la fin des années 1990 et au début des années 2000, Don Letts a produit, avec Rick Elgood, deux films en Jamaïque : Dancehall Queen (en) et One Love. Le premier film traite de la compétition de danse populaire du même nom en Jamaïque. Le second film raconte l'amour d'une fille et d'un homme qui ont du mal à être ensemble en raison de leurs différences religieuses. Ce film est interprété par Shereen Anderson et Ky-Mani Marley. Ky-Mani Marley a également joué le rôle principal dans le film Shottas en 2002.
En 2011, le film Out the Gate (en) est sorti. Le film raconte l'histoire d'un homme qui rêve de quitter son pays et de partir en Amérique pour y devenir musicien.
En 2017, l'Inde a exprimé son intérêt pour aider à développer l'industrie cinématographique jamaïcaine. L'Inde a exprimé le souhait de contribuer à l'octroi de bourses d'études et de stages dans des écoles de théâtre en Inde pour les acteurs jamaïcains.

## Festivals de cinéma
Le festival du film Flashpoint se tient dans le pays depuis 2004. Le festival a été organisé pour encourager la création de nouveaux films et pour permettre aux cinéastes des Caraïbes de se réunir et de montrer leurs films au public. À l'origine, le festival se tenait dans la station balnéaire de Negril, mais en 2008, il est déplacé à Port Royal, plus proche de la capitale, pour permettre à un plus grand nombre de personnes d'y assister,.
En 2008, le Reggae Film Festival (en) est organisé en Jamaïque. Ce festival présente des films du monde entier ayant un rapport avec la musique reggae.